# Miodownica dębówka
Miodownica dębówka (Lachnus roboris) – mszyca z rodziny miodownicowatych.
Jest to niewielki, dorastający do 5 mm długości, brunatny owad żyjący na młodych pędach dębów. Występuje w koloniach liczących od kilku do kilkudziesięciu osobników. W ciągu roku daje 6-7 pokoleń.
Miodownica dębówka występuje w całej Europie, najliczniej w Europie Środkowej.